# Kollegal
Kollegal (Kannada:ಕೊಳ್ಳೇಗಾಲ) is een stad in de regio Chamarajanagar in de Indiase staat Karnataka.
De naam Kollegal zou teruggaan op de namen van de twee kluizenaars Kauhala en Galava, aan wie een belangrijke rol in de ontwikkeling van de plaats wordt toegedicht.

## Onderwijs en geschiedenis
Kollegal is een centrum van voorbereidend wetenschappelijk onderwijs. De belangrijke onderwijsinstellingen in de stad zijn een zevendedagsadventisten-school, de Lions High School, Sree Vasavi Vidya Kendra en St. Francis Assisi.
De bandiet Veerappan verbleef een deel van zijn leven in Kollegal en werd er vergeleken met Robin Hood. Hij smokkelde onder andere sandelhout en ivoor van door hem gestroopte olifanten.

## Toerisme en voorzieningen
Kollegal ligt op gemiddeld 587 meter hoogte in de uitlopers van de West-Ghats en er heerst een gematigd klimaat.
Kollegal heeft een goede drinkwatervoorziening. Naast de nutsvoorzieningen heeft de overheid in de gehele stad bronnen aangelegd, die de bewoners van vijf uur 's morgens tot één uur 's middags van water voorzien.
Toeristische trekpleisters van Kollega zijn onder andere de Malai Mahadeshwara Hills, de in zand begraven tempels van Talakad en verschillende watervallen in de rivier Kaveri die samen de Shivanasamudra Falls worden genoemd.

## Demografie
In 2011 had Kollegal 57.328 inwoners. In 2001 was 51% van de inwoners man en 49% vrouw. 10% van de bevolking was jonger dan 6 jaar. De alfabetiseringsgraad was 69%, met 74% mannen en 64% vrouwen. Dit was hoger dan het landelijk gemiddelde van 59,5%.
In Kollegal wordt een Kannada-dialect gesproken dat verschilt van Mysore en Bangalore.
Sinds de Tibetaanse diaspora in de tweede helft van de 20e eeuw op gang kwam, is er een nederzetting voor vluchtelingen.

## Economie

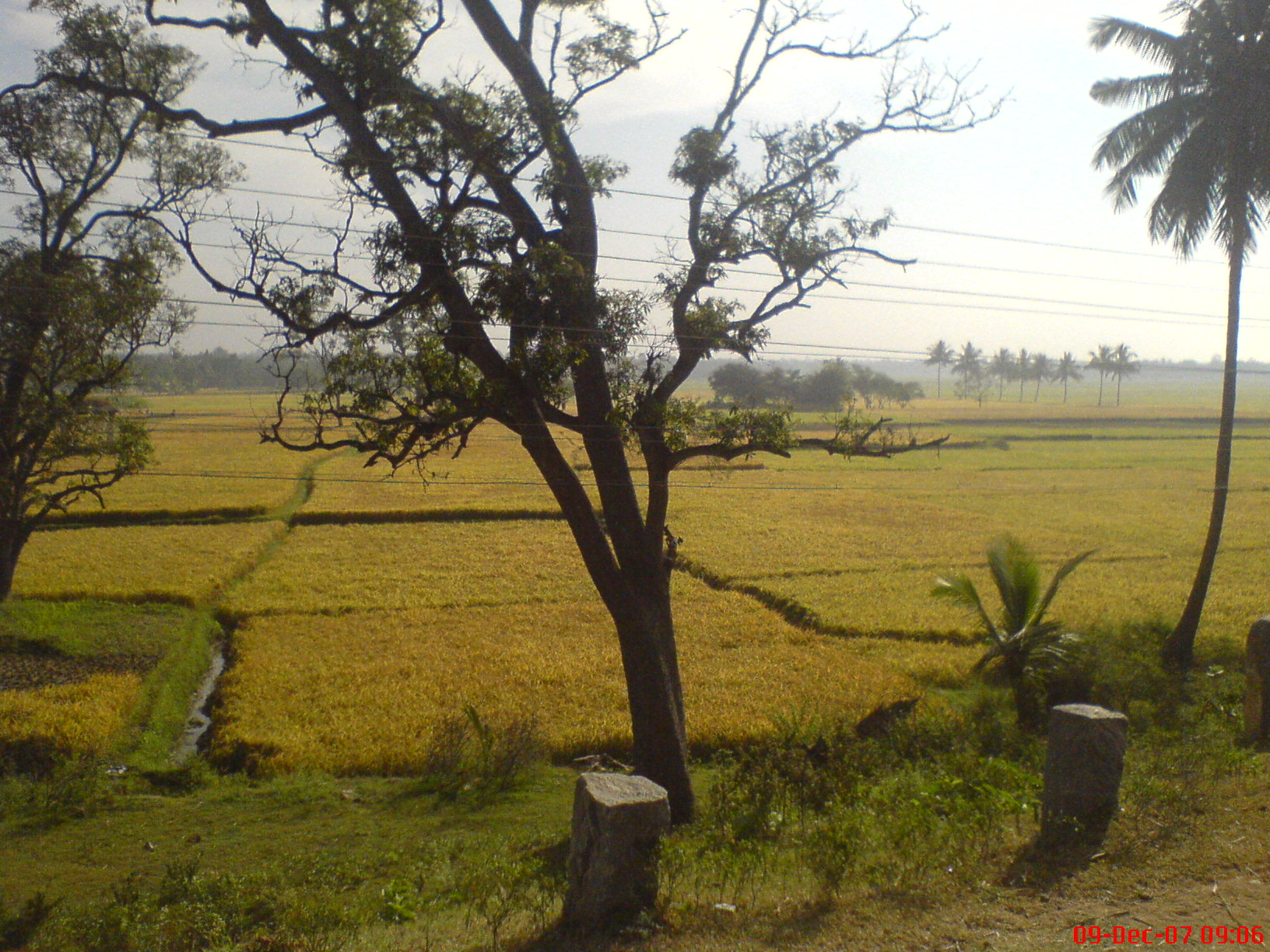
Rijstvelden net voor de oogst

Kollegal is bekend vanwege de zijde-industrie die handelaren uit de hele staat Karnataka aantrekt. De stad heeft bijvoorbeeld de naam Zijdestad. Daarnaast wordt er rijst geteeld.

## Bestuurlijke indeling
Voor de onafhankelijkheid van India was Kollegal een bestuurlijke taluk die deel uitmaakte van het presidentschap Madras. Erna werd het om taalpolitieke redenen ingedeeld bij Karnataka. Kollegal was een van de grotere taluks van India en er sinds 2002 tot minimaal 2007 waren er plannen om Kollegal weer samen te voegen met het ernaast gelegen Hanur, zodat het een nieuw district gaat vormen in het district Chamarajanagar. In 2002 waren beide van elkaar afgesplitst.